# St. Antonius von Padua (Zschornewitz)

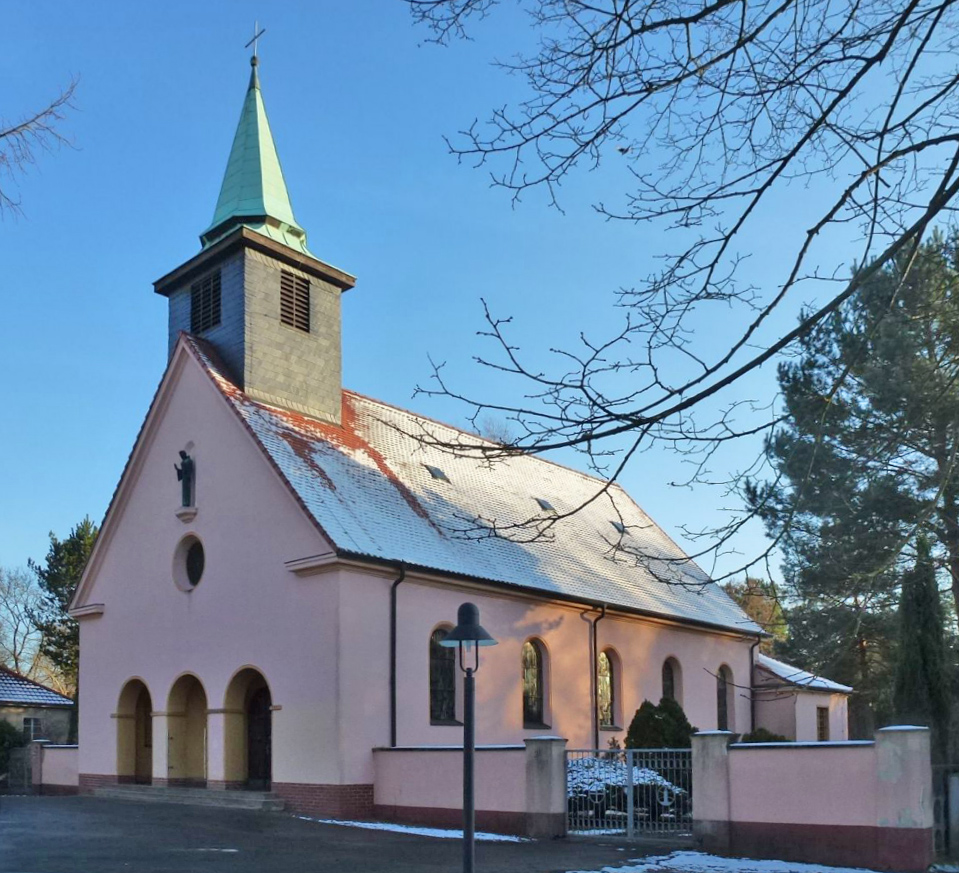
St.-Antonius-von-Padua-Kirche (2015)

Die Kirche Sankt Antonius von Padua war die katholische Kirche in Zschornewitz, einem Ortsteil der Stadt Gräfenhainichen im Landkreis Wittenberg in Sachsen-Anhalt. Sie gehörte zuletzt zur Pfarrei Heilige Familie mit Sitz in Bitterfeld, im Dekanat Dessau des Bistums Magdeburg. Das Gebäude hat die Adresse Golpaer Straße 21 und ist im Denkmalverzeichnis des Landes Sachsen-Anhalt unter der Erfassungsnummer 094 40740 als Baudenkmal verzeichnet.

## Geschichte
Mit der Reformation wurden die Einwohner und die Kirche von Zschornewitz, das damals zum Erzbistum Magdeburg gehörte, im 16. Jahrhundert evangelisch-lutherisch. Bei einer Kirchenvisitation im Jahre 1531 war die Pfarrei Zschornewitz bereits lutherisch.
In Zschornewitz, das bis dahin ein landwirtschaftlich geprägtes Dorf mit wenigen hundert Einwohnern war, erfolgte 1915 der Bau des Kraftwerks Zschornewitz, des ersten Großkraftwerks Deutschlands und damals auch das größte Braunkohlekraftwerk der Welt. Es versorgte Berlin und Teile Sachsens mit Strom. Gleichzeitig entstand die gartenstädtische Werkssiedlung 'Kolonie'. 1929 wurden im Kraftwerk zwei 85-Megawatt-Turbinen in Betrieb genommen, die damals größten Turbinen Europas.
Durch den damit verbundenen Bedarf an Arbeitskräften siedelten sich Katholiken in größerer Zahl in Zschornewitz an. Friedrich Beulke, damals Pfarrer von Bitterfeld, begann am 15. August 1917 mit Gottesdiensten in Zschornewitz, die zunächst einmal in jedem zweiten Monat im Gasthof Zur Linde stattfanden.
Da die Zahl der Katholiken in Zschornewitz anstieg, bemühte sich der Bitterfelder Pfarrer bei der Elektrowerke A.G., dem Betreiber des Zschornewitzer Kraftwerks, um einen Bauplatz für eine Kirche. Zunächst kam es auf dem Grundstück an der Golpaer Straße zum Bau einer Kirchenbaracke. Es handelte sich um eine ehemalige Lazarettbaracke des Militärs, die der Kirchengemeinde geschenkt wurde. Im Januar 1920 wurde die Baracke aufgestellt, und am 20. Februar 1920 erfolgte ihre Benediktion durch Pfarrer Baulke. Sie trug bereits das Patrozinium des heiligen Antonius von Padua, das später die Kirche übernahm.
1920 wurde auch die katholische Filialkirchengemeinde Zschornewitz gegründet, die zur Pfarrei Bitterfeld gehörte. Ihr erster Geistlicher zog in die Baracke, die neben dem Gottesdienstraum auch über eine Wohnung verfügte. Von 1920 an wurden in Zschornewitz auch Kirchenbücher geführt. Zur Filialkirchengemeinde Zschornewitz gehörten neben Zschornewitz unter anderem auch die Ortschaften Burgkemnitz, Gossa, Gräfenhainichen, Gremmin und Gröbern. Am 17. August 1920 wurde der Neupriester Wilhelm Schmitz aus dem Erzbistum Paderborn, zu dem Zschornewitz damals gehörte, zum Pfarrvikar von Zschornewitz ernannt. Er blieb bis 1925 in Zschornewitz.
Bereits 1921/22 erfolgte neben der Barackenkapelle der Bau eines Pfarrhauses, das vom Architekten Clemens Lohmer aus Leipzig entworfen worden war. Nachdem der Pfarrvikar im Herbst 1922 den Neubau bezogen hatte, wurde der Kapellenraum in der Baracke vergrößert. 1922 gehörten zur Filialkirchengemeinde Zschornewitz 512 Katholiken, dazu kamen noch Saisonarbeiter. Am 1. November 1924 wurde ein neuerbautes, zweiklassiges katholisches Schulhaus eingeweiht.
Zum 1. Oktober 1928 erfolgte die offizielle Errichtung der Filialkirchengemeinde (Pfarrvikarie) Zschornewitz. Anfang 1929 gab die Elektrowerke A.G. den Anstoß zum Bau einer massiven Kirche, die auch die Grundstückserweiterung dafür ermöglichte und den Entwurf für die Kirche anfertigte. Am 26. Mai 1929 erfolgte die Grundsteinlegung der Kirche, ihre Benediktion fand am 3. November 1929 statt. Die bischöfliche Konsekration nahm Erzbischof Caspar Klein am 29. Juni 1930 vor. 1938 wurde die katholische Schule in Ermangelung einer Lehrkraft geschlossen.
In Gräfenhainichen entstand 1955 eine Tochtergemeinde, die 1964 zur Pfarrei erhoben wurde.
Am 8. Juli 1994 wurde das Bistum Magdeburg gegründet, dem Zschornewitz von da an angehörte. Zum 1. April 2000 wurde die Pfarrvikarie St. Antonius aufgelöst und in die Pfarrei Maria – Hilfe der Christen zu Gräfenhainichen eingegliedert. Zum 1. März 2006 wurde der Gemeindeverbund Bitterfeld – Gräfenhainichen – Holzweißig – Sandersdorf errichtet, der außer der St.-Antonius-von-Padua-Kirche in Zschornewitz auch die Herz-Jesu-Kirche in Bitterfeld, die St.-Michael-Kirche in Brehna, die Maria-Hilfe-der-Christen-Kirche in Gräfenhainichen, die St.-Joseph-Kirche in Holzweißig, die St.-Barbara-Kapelle in Roitzsch und die St.-Marien-Kirche in Sandersdorf umfasste. Aus dem Gemeindeverbund wurde am 2. Mai 2010 die heutige Pfarrei Heilige Familie gebildet.
Da die Zahl der Gottesdienstbesucher in der letzten Zeit gering war, fand am 13. Juni 2015 der letzte Gottesdienst statt. Die Kirche wurde von der Pfarrei Heilige Familie zum Verkauf angeboten.
Die nächstgelegene katholische Kirche ist heute die Kirche Maria Hilfe der Christen im wenige Kilometer entfernten Gräfenhainichen, die jedoch ebenfalls von der Pfarrei Heilige Familie zum Verkauf angeboten wurde.

## Architektur und Ausstattung
Die einschiffige, verputzte Kirche ist mit einem Satteldach eingedeckt, das von einem vierseitigen Dachreiter bekrönt wird. Das Gotteshaus wird durch ein Portal an der Nordseite erschlossen, über dem ein Oculus und eine Statue des Kirchenpatrons eingelassen sind. Die Sakristei wurde bereits beim Bau der Kirche an der Südwestecke angebaut.
1975/76 bekam die Kirche einige neue Kunstwerke: In eine Seitenwand wurde ein großes Glasfenster eingebaut. Ferner erhielt die Kirche ein zwei Meter hohes Hängekreuz aus Holz, ein Werk des Künstlers Robert Propf. Es war zum Wenden konzipiert, in der Fastenzeit sollte der Gottesdienstgemeinde die Seite mit der Dornenkrone gezeigt werden. Ebenfalls von Propf war der Tabernakel, er stand auf einer Stele aus Sandstein und zeigte an seinen Türen Flammenzungen des Heiligen Geistes.